# Urząd Eidertal
Urząd Eidertal (niem. Amt Eidertal) – urząd w Niemczech w kraju związkowym Szlezwik-Holsztyn, w powiecie Rendsburg-Eckernförde. Siedziba urzędu znajduje się w miejscowości Flintbek. Urząd powstał 1 czerwca 2023 z połączenia urzędu Flintbek z urzędem Molfsee.
W skład urzędu wchodzi dziesięć gmin:
1. Blumenthal
2. Böhnhusen
3. Flintbek
4. Mielkendorf
5. Molfsee
6. Rodenbek
7. Rumohr
8. Schierensee
9. Schönhorst
10. Techelsdorf